# 福保羅
福保羅（Paulo Robspierry Carreiro，1983年1月16日—），生於巴西聖保羅州皮拉西卡巴，巴西裔香港足球運動員，司職前鋒，於2015年1月獲得香港永久性居民身份證，並於同年10月31日取得香港特區護照。

## 球會生涯
福保羅生於巴西聖保羅州皮拉西卡巴，於2008年1月來港加盟當時在甲組角逐的球會公民，並與球會簽約5個月在香港足總及註册為保連奴，但原本公民希望羅致一名射手型前鋒，但經紀卻介紹了既可擔任前鋒又能勝任中場的福保羅，雖然福保羅的入球能力未如理想，但他在初期已經在球隊爭取到正選席位， 並在5月16日對四海流浪的足總盃準決賽，頂入奠勝球帶領球隊晉身決賽，而他在決賽更協助公民擊敗和富大埔奪得足總盃冠軍，兼取得創會40周年來首個甲組賽事錦標，賽後，福保羅獲球會與他續約兩年，其後他在2011年1月16日代表公民於高級組銀牌決賽迎戰班霸南華，惟他於下半場被球證逐離場，幸好公民最終在互射12碼階段總比數以7–5勝出，而被逐的福保羅賽後更膺高級組銀牌賽事神射手，
直到2014年4月，由於公民季尾決定不會參加來季的新成立港超聯，驅使福保羅轉會港超聯球會傑志。而他自轉會首季即以9球助攻成為聯賽助攻王，更隨即為傑志贏得聯賽與聯賽盃以及足總盃三項本地錦標，可說是其足球生涯的最高峰，可惜他最終在季尾的香港足球明星選舉中未能入選，到2015年9月福保羅首度獲傑志列進出戰亞協盃八強的外援名單，並於9月16日主場以1–1賽和科威特SC中即取得首個亞協盃入球，但最終傑志兩回合合計以1–7落敗出局，直到2015年10月29日他居港滿七年後取得香港特區護照兼以本地球員資格在本地賽事註冊，
適逢中超及中甲聯賽由2016年起取消港澳台球員為內援的規定，加上福保羅在世界盃外圍賽的搶眼表現，使他在同年12月31日以七位數字的轉會費與中甲球會深圳佳兆業簽約兩年，更以漢名福保羅在中國足球協會註册，惟因傷患問題上陣次數寥寥可數，終在2016年3月20日主場以2–1擊敗青島中能的中甲聯賽第2輪，首度為球隊正選登場至74分鐘被換出，可是持續的膝患使他無法為深圳落場，期間更到荷蘭接受兩次膝部手術，最終他首季僅上陣四場，在季尾被深圳佳兆業安置到預備隊。
直至2017年5月，福保羅與球會達成解約協議重返傑志，並在香港足總重新以其漢名福保羅註册，而他於11月19日對陽光元朗的聯賽，於63分鐘後備入替林志堅正式復出擔任右翼衛，結果協助傑志以3–0勝出，隨後他再在2018年1月28日對標準流浪的聯賽，於91分鐘頭槌破網錄得回歸後的首個入球，結果協助傑志以7–0勝出。
2018年8月，R&F富力與球員福保羅就加盟一事達成一致，雙方已簽署工作合同，福保羅正式加盟球隊。
2019一2022年球季效力乙組虎門足球會。
2022一23球季，福保羅加盟香港足球會，對大埔菁英盃賽事一個助攻，兩個入球。

## 國際賽生涯
2015年10月29日，福保羅居港滿七年後取得香港特區護照後即獲時任香港代表隊教練金判坤指最期待他入隊加強攻擊力。同年11月7日，福保羅於香港主場以5–0擊敗緬甸國家隊的國際友誼賽中，於半場後備入替首度代表香港登場，
隨後福保羅於11月12日作客馬爾代夫國家隊的世界盃外圍賽中，於13分鐘博得12碼兼主動向辛祖要求親自主射入網，爲香港奠定1–0的勝局，而由於賽前11月11日是其於2013年離世的父親忌辰，所以福保羅取得入球後將入球獻給父親和家人還有所有香港球迷，他在2015年12月獲香港代表隊徵召參與2018年世界盃亞洲區外圍賽，其中在分組賽對排名高60位的中國國家隊中正選登場，並協助香港守和0–0廣受球迷讚賞，總結整個系列的世界盃外圍賽，福保羅表現出色上陣3場取得1個入球。

## 家庭生活
福保羅在香港更邂逅同為異鄉人的英國籍妻子Inessa，最終兩人在2015年9月26日結婚，並視香港為家。
福保羅於2015年10月取得香港特區護照後更入鄉隨俗，將護照上的中文名字取為福保羅，並解釋因為香港為他帶來好運及與妻子亦是在香港結緣。

## 國際賽事紀錄
- 僅列出國際A級比賽

| 上陣次數 | 時間           | 地點                      | 對手     | 比數 | 賽事性質           | 入球 (累計) |
| -------- | -------------- | ------------------------- | -------- | ---- | ------------------ | ----------- |
| 1        | 2015年11月7日  | 香港 旺角大球場           | 緬甸     | 5–0  | 國際友誼賽         | 0 (0)       |
| 2        | 2015年11月12日 | 馬累 國家足球體育場       | 馬爾地夫 | 1–0  | 2018年世界盃外圍賽 | 1 (1)       |
| 3        | 2015年11月17日 | 香港 旺角大球場           | 中國     | 0–0  | 2018年世界盃外圍賽 | 0 (1)       |
| 4        | 2016年3月24日  | 多哈 賈西姆本哈馬德體育場 |          | 0–2  | 2018年世界盃外圍賽 | 0 (1)       |

## 榮譽
公民
- 香港足總盃冠軍（2008–09季度）
- 賀歲盃冠軍（2014）
- 香港高級組銀牌冠軍（2010–11季度）
- 香港高級組銀牌亞軍（2012–13季度）

傑志
- 香港聯賽盃冠軍（2014–15季度）
- 香港足總盃冠軍（2014–15季度）
- 香港超級聯賽冠軍（2014–15季度）
- 香港高級組銀牌亞軍（2014–15季度）

個人
- 香港高級組銀牌賽 神射手（2010–11季度）

## 外部連結
- 香港足球總會網站球員資料 （页面存档备份，存于）